# Martín Bossi
Jorge Martín Bossi (Lomas de Zamora, provincia de Buenos Aires; 16 de octubre de 1974) es un actor, humorista e imitador argentino. Antes de dedicarse a la actuación fue profesor de tenis y cursaba la carrera de comunicación social en la Universidad Nacional de Lomas de Zamora.
Se formó en actuación en la escuela de teatro de Víctor Laplace, donde obtuvo su título en el año 2000.

## Trayectoria
En 2002 debutó en televisión en el programa Vale la Pena en Telefe, conducido por David Kavlin y el Mono Amuchastegui, en el que trabajó durante tres años como caracterizador de personajes. En 2005 ingresó en el elenco del programa de Marcelo Tinelli, Showmatch, en el que continuó hasta 2010. Allí participó en el sketch Gran Cuñado, parodiando a personalidades argentinas como Mauricio Macri, Cristina Fernández de Kirchner, Mirtha Legrand y Florencia de la V.
Además tuvo participaciones en la comedia televisiva La niñera y la telenovela Los Roldán. En 2006 participó de la obra humorística teatral Match Humor, en Mar del Plata. En 2007 actuó en el teatro de revistas Bailando por un voto de Nito Artaza y participó en Patito feo, interpretando el personaje de Polo.
En 2009 llevó su obra teatral El impostor por salas de Buenos Aires y de otras provincias de la Argentina, que vuelve a presentar en 2010 en la avenida Corrientes de Buenos Aires, como M, el impostor, hasta fines de 2011, cuando realiza la continuación de la saga con El impostor apasionado, cuyo debut fue en Mar del Plata el 16 de diciembre con la dirección general de Manuel Wirzt.  
Ha presentado este espectáculo en teatros de Montevideo y Punta del Este (Uruguay), en Chile, en el teatro Auditorium de Mar del Plata, en el teatro Broadway de Buenos Aires, en Mendoza, Córdoba, Rosario, La Plata.
En 2011 Marcos Carnevale lo convocó para trabajar en la película Viudas interpretando a Justina, una travesti rolinga, cual sería su debut en la pantalla grande. En 2014 se estrenó Un amor en tiempos de selfies, largometraje donde cuyo papel es protagónico, y que cuenta con un elenco conformado por Manuel Wirtz, Roberto Carnaghi, y la participación especial de Carlitos Balá. También ese año participó en cinco episodios de Los Únicos, en el papel del narcotraficante Patrón Carranza.
Es un reconocido Hincha fanático del Club Atlético Los Andes.

## Televisión
| Año       | Título                               | Papel           | Notas                  | Canal                |
| --------- | ------------------------------------ | --------------- | ---------------------- | -------------------- |
| 2002-2005 | Vale la pena                         | Él mismo        | Imitador               | Telefe               |
| 2005-2010 | Showmatch                            | Él mismo        | Imitador               | Canal 9/Canal 13     |
| 2007-2008 | Patito feo                           | Polo            | Papel de reparto       | Canal 13             |
| 2011      | Los Únicos                           | Patrón Carranza | Participación especial | Canal 13             |
| 2016      | Marley presenta                      | Alberto Olmedo  | Programa homenaje      | Telefe               |
| 2018-2019 | El host                              | Martín          | Coprotagonista         | Fox Channel/Canal 13 |
| 2021      | Showmatch, la academia               | Él mismo        | Participación especial | Canal 13             |
| 2023      | Argentina, tierra de amor y venganza | Orlando Berti   | Participación especial | Canal 13             |
| 2025      | Premios Martín Fierro de Teatro      | Él mismo        | Conductor              | América              |

## Teatro
| Año       | Obra                     | Dirección                                      | Notas                                                                    |
| --------- | ------------------------ | ---------------------------------------------- | ------------------------------------------------------------------------ |
| 2006      | Match Humor              |                                                |                                                                          |
| 2007      | Bailando por un voto     | Nito Artaza                                    | Humorista e imitador                                                     |
| 2009      | El impostor              | Emilio Tamer, Manuel Wirtz y Evelyn Bendjeskov | Protagonista                                                             |
| 2010-2013 | El impostor apasionado   | Manuel Wirtz y Evelyn Bendjeskov               | Protagonista                                                             |
| 2014-2017 | Bossi Big Bang Show      | Claudio Scolamiero y Emilio Tamer              | Protagonista junto a Jorge "Carna" Crivelli y Adriana Brodsky            |
| 2017      | Bossi Master Show        | Manuel Wirtz, Emilio Tamer y Pablo Fábregas    | Protagonista                                                             |
| 2018      | Bossi Master Show Íconos | Manuel Wirtz                                   | Protagonista                                                             |
| 2019-2020 | Kinky Boots              | Ricky Pashkus                                  | Interpretó a Lola junto a Fernando Dente                                 |
| 2020      | Bossi Clandestino        | Emilio Tamer                                   | Realizado por streaming debido a la pandemia de COVID-19                 |
| 2021      | Comedy Tour              | Emilio Tamer                                   | Protagonista                                                             |
| 2022      | Bossi Comedy Tour        | Emilio Tamer                                   | Protagonista                                                             |
| 2022      | Kinky Boots              | Ricky Pashkus                                  | Interpretó a Lola junto a Fernando Dente                                 |
| 2023-2024 | Bossi Live Comedy        | Pablo Fábregas                                 | Protagonista                                                             |
| 2025      | La cena de los tontos    | Marcos Carnevale                               | Interpreta a Francisco Pignon junto a Mike Amigorena y Laurita Fernández |

## Cine
| Año  | Título                        | Papel           | Notas                  | Director         |
| ---- | ----------------------------- | --------------- | ---------------------- | ---------------- |
| 2009 | El Destino del Lukong         | Él mismo        | Participación especial | Luca Abys        |
| 2011 | Viudas                        | Justina         | Papel de reparto       | Marcos Carnevale |
| 2014 | Un amor en tiempos de selfies | Lucas Di Sabato | Protagonista           | Emilio Tamer     |

## Publicidad
| Año  | Producto         | Papel    |
| ---- | ---------------- | -------- |
| 2017 | Cablevisión Flow | Él mismo |

## Videoclips
| Año  | Artista                | Canción | Rol                                               |
| ---- | ---------------------- | ------- | ------------------------------------------------- |
| 2025 | Ca7riel y Paco Amoroso | Papota  | Gymbaland (productor musical de artistas latinos) |

## Premios
| Año  | Premio                  | Categoría                                                                 | Obra teatral        | Resultado | Ref.   |
| ---- | ----------------------- | ------------------------------------------------------------------------- | ------------------- | --------- | ------ |
| 2010 | Premio Hugo             | Mejor music hall o varieté musical                                        | El impostor         | Ganador   | [ 6 ]  |
| 2010 | Premios Martín Fierro   | Mejor labor humorística en televisión durante 2009                        | Showmatch           | Ganador   | [ 7 ]  |
| 2010 | Premios ACE             | Mejor espectáculo de Music Hall o café-concert                            | El impostor         | Ganador   | [ 8 ]  |
| 2011 | Premios Estrella de Mar | Mejor labor cómica masculina                                              | El impostor         | Ganador   | [ 9 ]  |
| 2012 | Premios Estrella de Mar | Mejor music hall                                                          | El impostor         | Ganador   | [ 10 ] |
| 2016 | Premios Estrella de Mar | Estrella de Mar de Oro                                                    | Bossi Big Bang Show | Ganador   | [ 11 ] |
| 2017 | Premios Hugo            | Mejor Actuación Masculina en Music Hall, Café Concert y/o Varieté Musical | Bossi Master Show   | Nominado  | [ 12 ] |